# Loma de los Lizanos
Loma de los Lizanos es un caserío peruano ubicado en el distrito de Sapillica, perteneciente a la provincia de Ayabaca del departamento de Piura, al norte del Perú. 

## Ubicación
Loma de los Lizanos se ubica al suroeste de la provincia de Ayabaca, en el distrito de Sapillica, en el departamento de Piura.

## Demografía
En 2017 Loma de los Lizanos tenía una población de 110 habitantes.